# Belkin
Pour les articles homonymes, voir Belkin (homonymie).
Belkin International est un fabricant de matériel informatique américain spécialisé dans les produits servant aux connexions (câbles, prises, connecteurs USB, etc.). Il fabrique également des routeurs, des accessoires pour iPhone, iPad et iPod, des commutateur réseau, des hubs et des accessoires pour appareil mobile, etc. Belkin International commercialise des produits sous 3 marques Belkin, Linksys et WeMo.
Son siège social est situé à Playa Vista à Los Angeles en Californie.

## Histoire

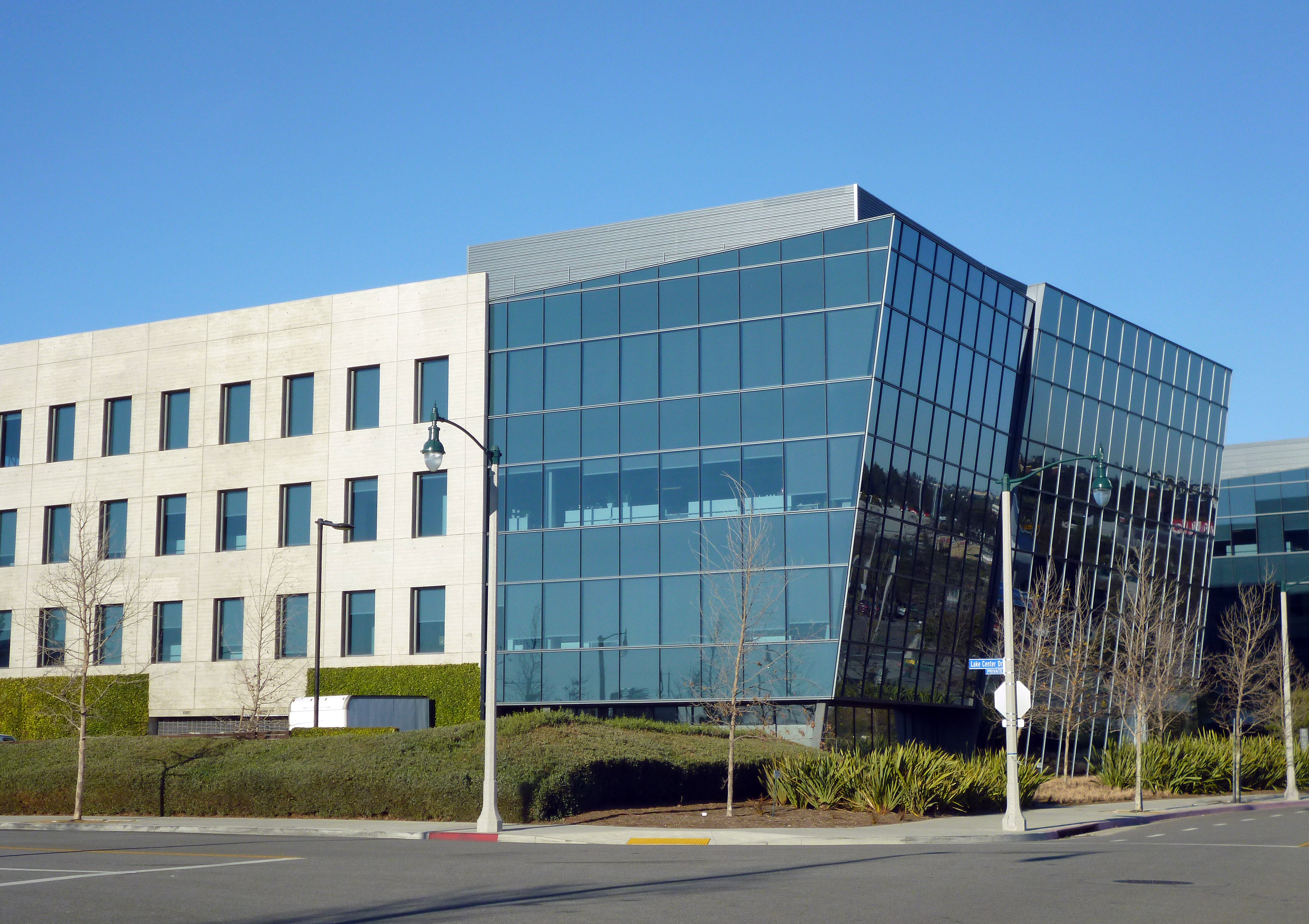
Siège social de Belkin

Belkin a été fondée en 1983 à Hawthorne en Californie par Chet Pipkin. Son siège social a d'abord été à Compton.
Le 15 mars 2013, Belkin annonce l'acquisition de la marque Linksys pour 500 millions de dollars américain à Cisco.

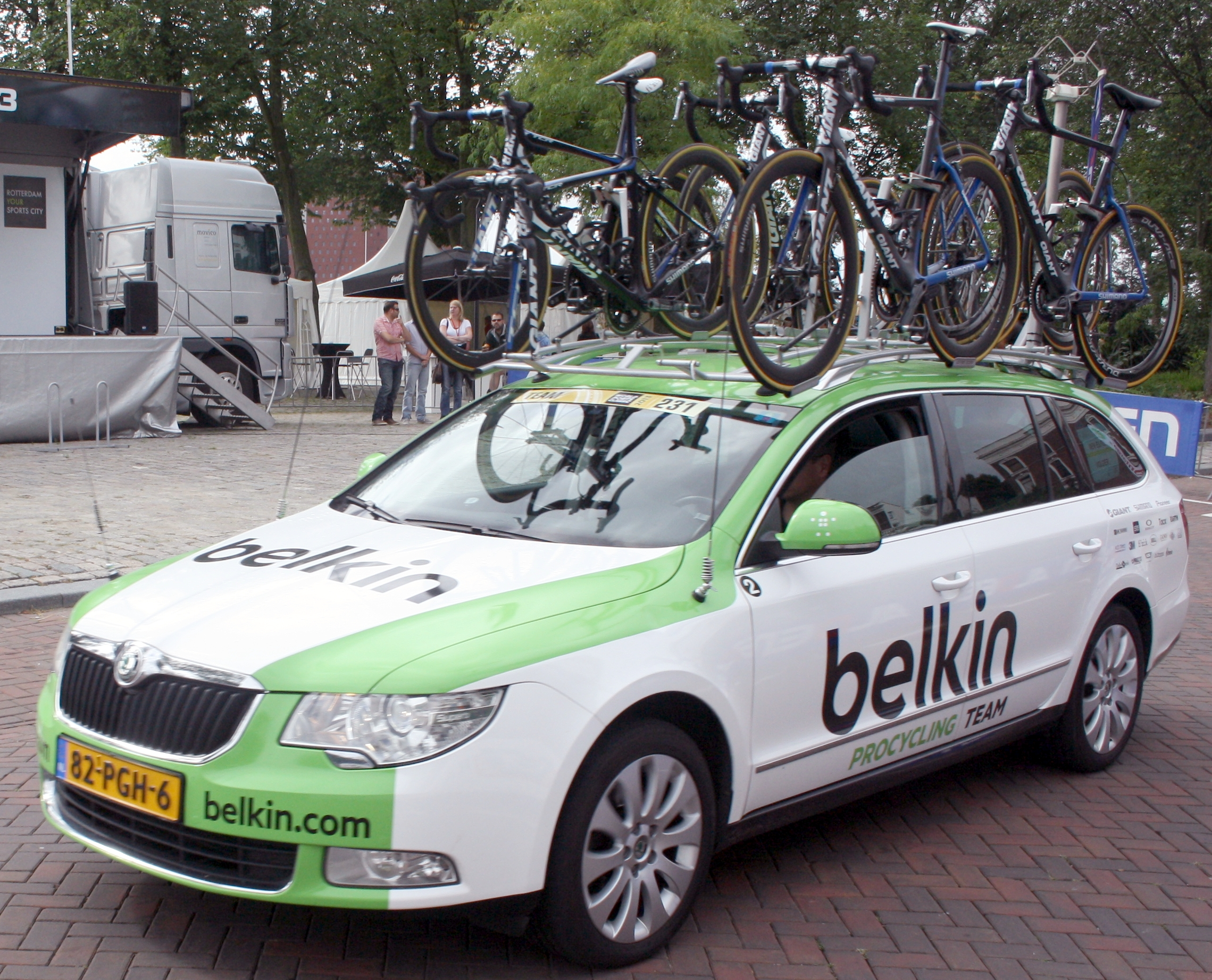
Voiture de l'équipe cycliste

Du 29 juin 2013 au 31 décembre 2014, Belkin est le sponsor principal de l'équipe cycliste Belkin au départ du Tour de France 2013 et 2014.
En 2018, Foxconn Interconnect Technology Limited acquiert Belkin pour 886 millions de dollars.

## Controverses
En 2003, Belkin commercialise un routeur sans fil pour la maison qui, de temps à autre, remplaçait les requêtes HTTP par une publicité vantant les mérites de logiciels de filtrage qu'elle avait mis au point. Elle reçoit plusieurs critiques négatives de la part d'utilisateurs techniquement avancés qui décrivent ce comportement comme une forme d'attaque de l'homme du milieu ou une sorte de session hijacking. Au départ, Belkin agit comme si ces critiques se résumaient à un problème de relation publique. Par la suite, elle modifie le logiciel embarqué à bord du routeur.
Au début de 2009, un « représentant aux ventes virtuelles » de Belkin payait des utilisateurs d'Amazon.com, de Newegg et de Buy.com pour qu'ils retouchent les critiques négatives de produits Belkin qui étaient notoirement défectueux. Le président de Belkin, Mark Reynoso, a répliqué que la société ne s'engageait pas dans de telles pratiques, mais qu'il était possible que l'un de ses employés ait agi ainsi,.